# シーウルフ級ミサイル艇
シーウルフ級ミサイル艇（シーウルフきゅうミサイルてい、英語: Sea Wolf Class Missile Boat）は、シンガポール海軍のミサイル艇の艦級。西ドイツのリュールセンが開発したTNC-45型高速戦闘艇の設計を採用している。

## 設計
本級は、1968年に西ドイツのリュールセンへ6隻が発注され、1-2番艦がリュールセン、3-6番艦がシンガポールのSTマリンでライセンス生産された。
艦砲は、ボフォース製57mm単装砲と40mm単装機関砲 を搭載し、対艦兵装として当初はイスラエルのIAI製ガブリエル艦対艦ミサイルを装備していたが、1985年から1992年にかけての近代化改修によってアメリカ合衆国のマクドネル・ダグラス（現ボーイング）製ハープーン艦対艦ミサイルに換装されている。

## 来歴
本級は、1975年1月22日に3隻、1976年に3隻が就役、2008年5月13日にチャンギ海軍基地で全艦の退役式典が行われた。

## 同型艦
| 艦番号 | 艦名                          | 建造         | 起工 | 進水 | 就役           | 退役           |
| ------ | ----------------------------- | ------------ | ---- | ---- | -------------- | -------------- |
| P76    | シーウルフ Sea Wolf           | リュールセン |      |      | 1975年 1月22日 | 2008年 5月13日 |
| P77    | シーライオン Sea Lion         | リュールセン |      |      | 1975年 1月22日 | 2008年 5月13日 |
| P78    | シードラゴン Sea Dragon       | STマリン     |      |      | 1975年 1月22日 | 2008年 5月13日 |
| P79    | シータイガー Sea Tiger        | STマリン     |      |      | 1976年 2月29日 | 2008年 5月13日 |
| P80    | シーホーク Sea Hawk           | STマリン     |      |      | 1976年 2月29日 | 2008年 5月13日 |
| P81    | シースコーピオン Sea Scorpion | STマリン     |      |      | 1976年 2月29日 | 2008年 5月13日 |